# تيم سانت بيير
تيم سانت بيير هو لاعب كرة القدم الكندية كندي، ولد في 18 أبريل 1986 في هاميلتون في كندا.